# کوچ‌نشینی در شمال خراسان
کوچ‌نشینی در شمال خراسان کتابی از محمد حسین پاپلی یزدی با ترجمهٔ اصغر کریمی است که در سال ۱۳۷۱ منتشر و در مراسم کتاب سال جمهوری اسلامی ایران به‌عنوان کتاب برگزیده معرفی شد.